# Pedal-Steel-Gitarre

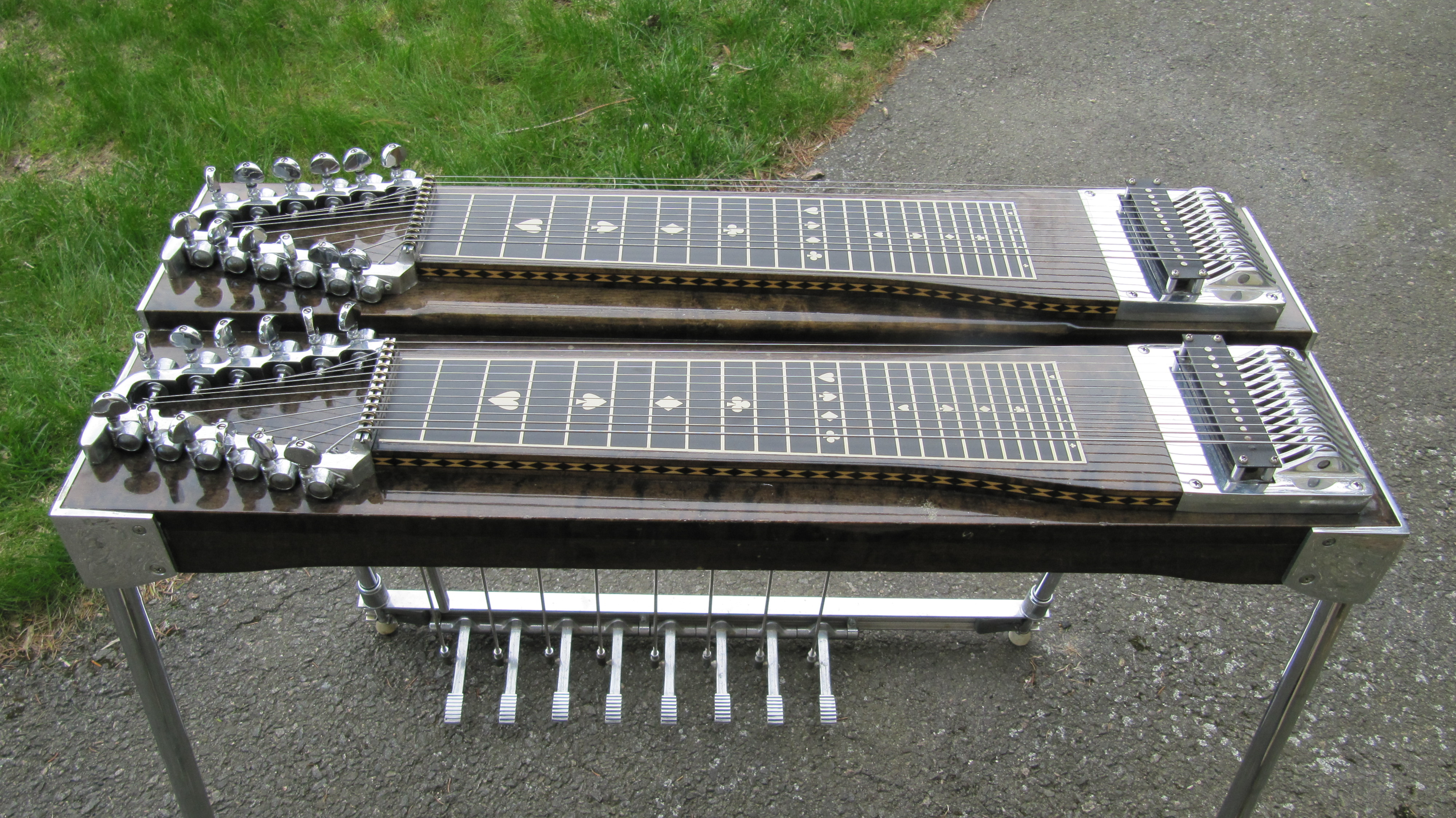
Eine Pedal-Steel-Gitarre mit zwei Hälsen zu jeweils zwölf Saiten. Links der Hälse die Stimmmechaniken, am rechten Rand die Tonabnehmer und Saitenhalter. Unter dem Tischgestell ist die Reihe der Pedale sichtbar

Die Pedal-Steel-Gitarre ist ein in den 1930er-Jahren in den Vereinigten Staaten entwickeltes elektrisches Zupfinstrument. Sie ist verwandt mit der Lap-Steel-Gitarre und findet insbesondere in der Country-Musik Verwendung.
Der wesentliche Unterschied zur Lap-Steel-Gitarre besteht in zusätzlichen Pedalen und Kniehebeln, die es erlauben, während des Spielens die Tonhöhe der Saiten zu ändern. Auf den offen gestimmten Saiten wird mit Hilfe eines über die Saiten gleitenden Slide Bar (wörtlich: Gleitstab, siehe Slide-Gitarre) in der Greifhand die Tonhöhe variiert, während die Zupfhand die Saiten anreißt, meist mit Hilfe von auf die Fingerspitzen gesetzten Fingerpicks.

## Konstruktion
Die Pedal-Steel-Gitarre besteht aus einem oder zwei Hälsen, die flach liegend in ein tischartiges Gestell (meist ein Holz- oder Metallrahmen mit vier Beinen) eingebaut sind. Der Spieler sitzt üblicherweise auf einem Stuhl oder Hocker hinter dem Instrument und bedient mit dem Fuß die an Metallstangen angebrachten Pedale, mit den Knien die unter dem Rahmen angebrachten Kniehebel. 

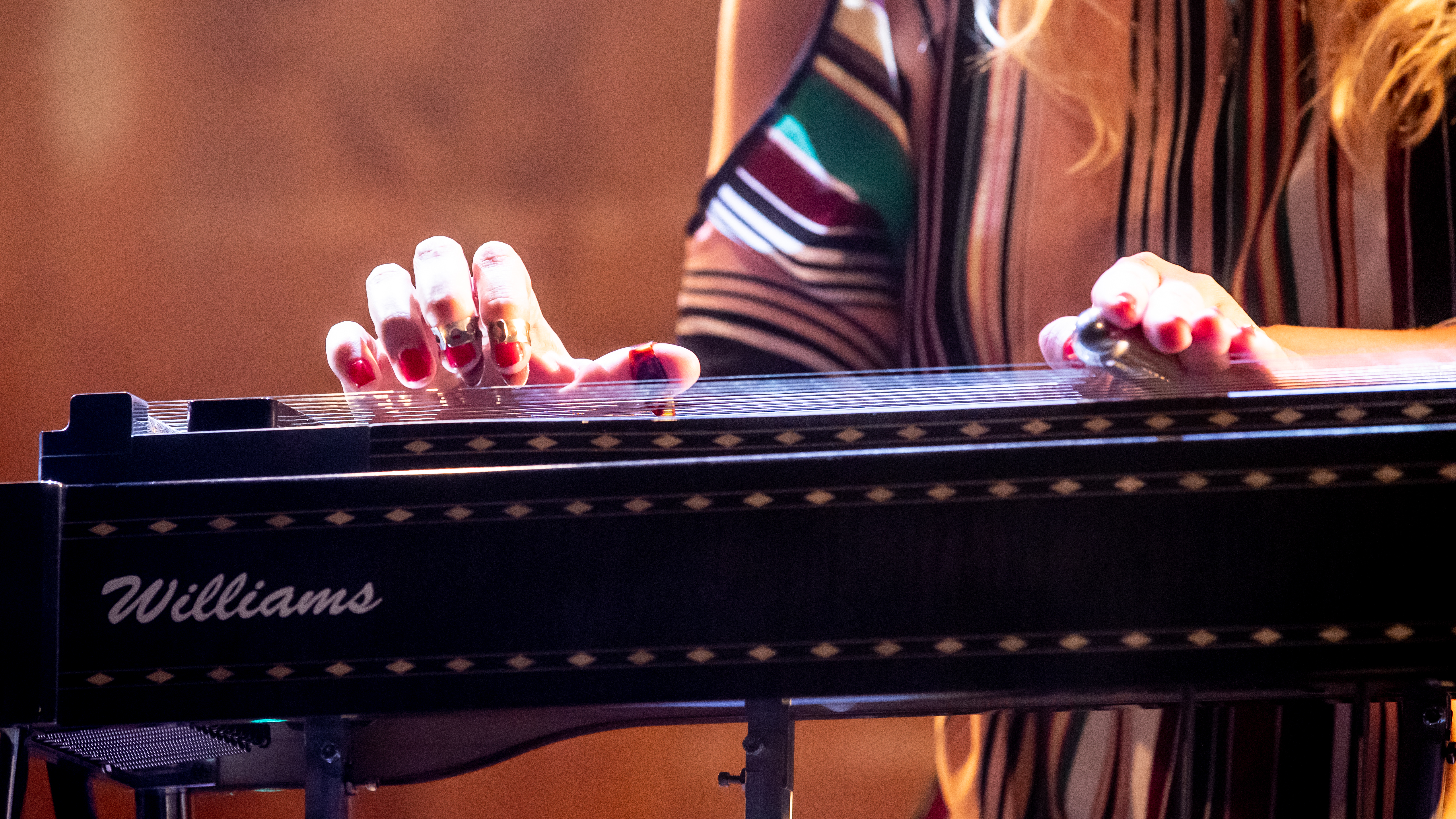
Heather Leigh beim Spielen mit Metallpicks (links) und Slide Bar (rechts)

Am gebräuchlichsten sind Pedal-Steel-Gitarren mit zwei Hälsen, die jeweils mit zehn Saiten bespannt sind. Die Konstruktion mit zwei Hälsen liegt insbesondere daran, dass die Pedal- und Hebelmechanik in frühen Versionen des Instruments nur geringe Tonhöhenänderungen erlaubte, so dass mit einem zweiten Hals eine größere Bandbreite an Tonlagen gespielt werden konnte. Trotz verbesserter Technik ist diese Bauweise als Standard beibehalten worden.

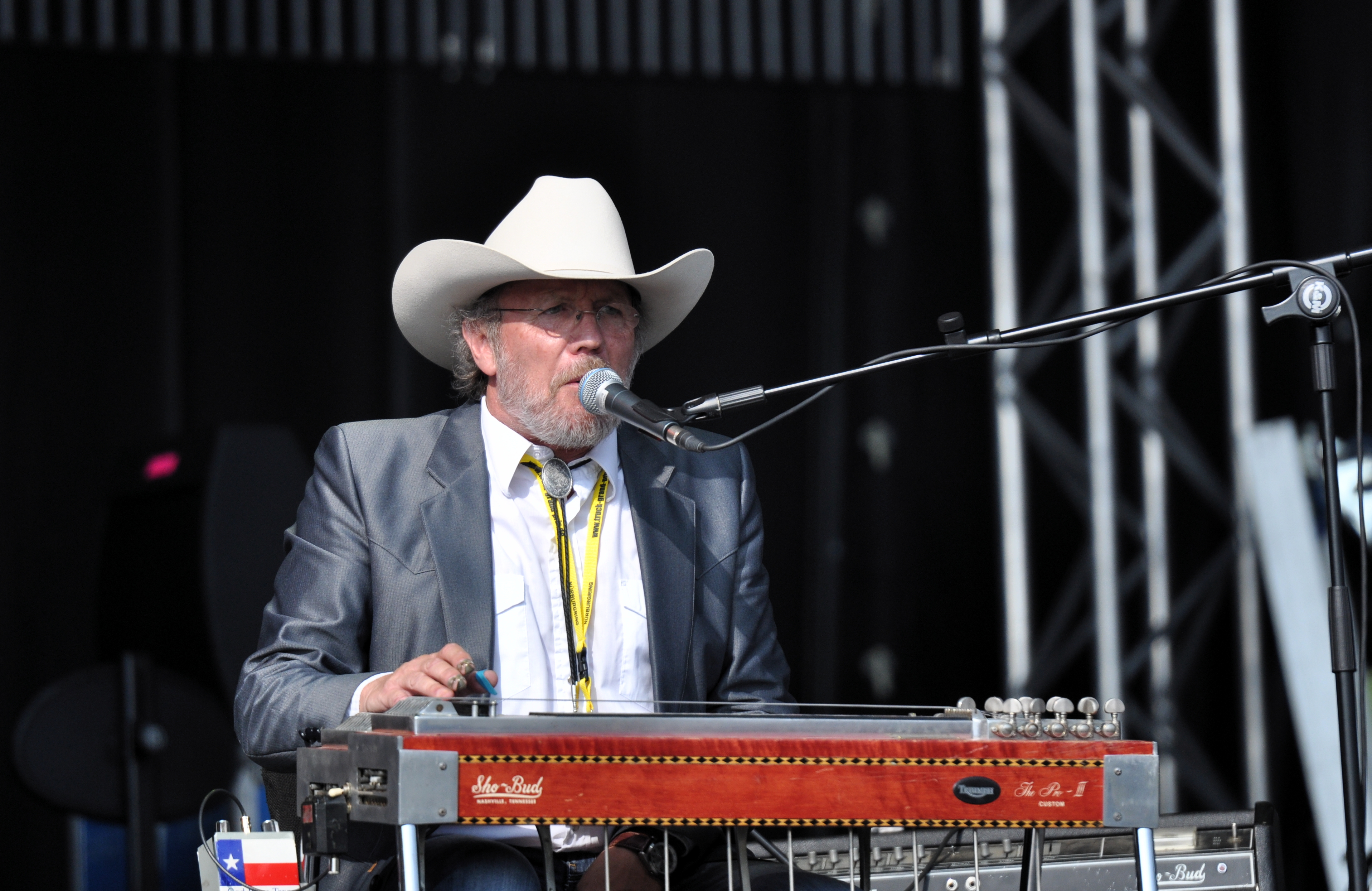
Hermann Lammers Meyer von den Emsland Hillbillies mit einer Pedal-Steel-Gitarre

Gebräuchlich sind unterschiedliche Stimmungen der Saiten, am häufigsten ist die Stimmung E9 für den ersten und C6 für den zweiten Hals. Wie bei einer E-Gitarre werden die Schwingungen der Saiten mit Hilfe eines elektromagnetischen Tonabnehmers in elektrische Signale umgewandelt, die mit einem Gitarrenverstärker verstärkt werden. Zusätzlich ist die Benutzung eines Volume-Pedals gebräuchlich, mit dem die Lautstärke geändert werden kann.

## Geschichte
Die Pedal-Steel-Gitarre hat sich in den 1930er-Jahren aus der Lap-Steel-Gitarre entwickelt. Statt auf einem Resonanzkörper basiert sie auf der Verwendung elektromagnetischer Tonabnehmer. Die Pedale zur Veränderung der Stimmung fanden bereits in den 1940er-Jahren Verwendung. Zahlreiche E-Gitarrenbauer wie Paul Bigsby, Leo Fender und Adolph Rickenbacher hatten sich schon vor der Entwicklung der E-Gitarre im Bereich der Steel-Gitarren etabliert. 
Seit der Entwicklung der E-Gitarre beschränkt sich die Anwendung der Pedal-Steel-Gitarre hauptsächlich auf den Bereich der Country-Musik, wo sie auch heute noch weit verbreitet ist. Aber auch in Jazz und Blues finden Pedal-Steel-Gitarren immer wieder Verwendung. Zudem wird das Instrument gelegentlich in der Rockmusik eingesetzt, so zum Beispiel von David Gilmour, dem Leadgitarristen der Band Pink Floyd, oder von Jimmy Page, Gitarrist bei Led Zeppelin.